# Allogryllus
Allogryllus is een geslacht van rechtvleugeligen uit de familie krekels (Gryllidae). De wetenschappelijke naam van dit geslacht is voor het eerst geldig gepubliceerd in 1925 door Lucien Chopard.

## Soorten
Het geslacht Allogryllus  is monotypisch en omvat slechts de volgende soort:
- Allogryllus homalonyx (Chopard, 1925)